# 153 pr. n. št.

## Dogodki
- 1. januar - prvič praznujejo novo leto.
- Judje dobijo nedovisnost.